# نامزدی (فیلم)
نامزدی فیلمی به کارگردانی ناصر غلامرضایی و نویسندگی ناصر غلامرضایی، مرتضی مختاری ساختهٔ سال ۱۳۷۵ است.

## خلاصه داستان
عزيز با گل آفتاب نامزد مي كند و به عنوان سرباز راهي جبهه هاي نبرد مي شود، اما بعد از مدتي خبر مي رسد كه عزيز اسير گشته و برادرش شهيد شده است. با پايان گرفتن جنگ عزيز همراه ساير اسراء به وطن باز مي گردد. او قصد ازدواج با گل آفتاب را دارد اما مادرش خدابس و همسر برادر شهيدش از او مي خواهند كه سرپرستي دو فرزند برادر شهيدش را به عهده بگيرد. عزيز مخالفت مي كند و تحفه اي به خانه ي گل آفتاب مي برد و بعد هم به ديدن بزرگان روستا مي رود تا آن ها براي ازدواجش با گل آفتاب پيش قدم شوند. بزرگان روستا نزد پدر خدابس مي روند تا او را راضي كنند كه عزيز با نامزدش ازدواج كند اما پدر خدابس معتقد است طبق رسوم قومي خدابس بايد زن عزيز شود در غير اين صورت دخترش را بدون فرزندانش به خانه ي پدري برمي گرداند. با اين وضع عزيز عليرغم ميل باطني، روز عروسي گل آفتاب، با همسر برادرش ازدواج مي كند.

## بازیگران
- شهرام فرهمند
- عذرا اسماعیلی
- زهرا محمدی
- سیدمحمد موسوی
- معصومه شیرماهی
- مرتضی فلامحی
- احسان ادیمی
- کهزاد بارانی
- زینب مرادی
- حسین یگانه
- فریبا سگوند
- علیمردان عسگری عالم
- خدیجه جلیلوند
- نورعلی لطفی
- خداکرم کهه لوند
- نصرت روتشاهن
- نعمت بهرامی
- بهمن یمینی
- نورالدین اعلمی
- افشین چگینی
- منوچهر حافظی
- صحبت امیری
- یلدا تنار
- فاطمه بهاروند
- آزاده تشت بلند
- حدیث بیرانوند
- افسانه قاسمی
- لیلا مرادی
- آتوسا رحمتی
- سهیلا محمودی
- نازی بیرانوند
- ندا دوستاریان
- صغری جاله
- معصومه پوشنده
- شهناز عبدی
- توران چراغی
- فاطمه مدهنی
- زهره صیادی
- فاطمه یاراحمدی
- فرشته معتمدی
- فرزانه جلیلوند
- بتول بیرانوند
- آذر طرهانی
- طوبی چراغی
- محمد بیرانوند
- حمیدرضا قدم پور
- حشمت جمشیدی پور
- صفر بیرانوند
- مهرداد بسطامی
- ایمانعلی پیرداده
- بهرام فلاح پور
- یداله حیاتی پور
- محمد محمدی فر
- فرشاد حسنوند
- محمد یاراحمدی
- عزت اله پیرحیاتی
- اسماعیل دالوند
- داوود رضاملکی نیا
- محمدباقر حسنوند
- حمید جهانگیری
- مهران جهانگیری
- علی جمشیدی
- کیانوش کشوری
- داریوش پیری
- شهرام شادابلو
- ناصر مهرپویا
- علی گودرزی
- فرج اله بیرانوند
- حسین سپهوند
- علیرضا صلاحی
- رحم خدا پوررحیم
- احمد غلامرضایی
- بهزاد حسنوند
- داریوش اسدالهی
- حمیدرضا اسدزاده
- سعید تقی زاده
- محسن مهران زاده
- بهزاد پیرزاده
- رمضان عرب
- شامیرزا مرادی
- فرج علیپور
- رضا مرادی
- رضا مریدی
- بهرام کاظمی
- مسلم علیپور
- میلاد علیپور
- وحید خسروی